# Eclissi solare del 5 luglio 2168
L'Eclissi solare del 5 luglio 2168, di tipo totale, è un evento astronomico che avrà luogo il suddetto giorno con centralità attorno alle ore 7:45 UTC.
L'eclissi avrà un'ampiezza massima di 264 chilometri e una durata di 7 minuti e 26 secondi.
Con una magnitudo dell'eclissi di 1,0807, questa è la più grande eclissi solare totale del millennio e sarà l'eclissi più lunga dall'XI secolo.

## Eclissi correlate

### Ciclo di Saros 139
L'evento fa parte del ciclo di Saros 139, che si ripete ogni 18 anni, 11 giorni, 8 ore, contenente 71 eventi. La serie è iniziata con l'eclissi solare parziale il 17 maggio 1501. Contiene eclissi ibride dall'11 agosto 1627 al 9 dicembre 1825 ed eclissi totali dal 21 dicembre 1843 al 26 marzo 2601. La serie termina al membro 71 co un parziale eclissi il 3 luglio 2763.
Dopo il 16 luglio 2186, la durata della totalità diminuirà. Tutte le eclissi di questa serie si verificano nel nodo ascendente della Luna.